# Gerster Antal
Gerster Antal (angolul: Anton Gerster, Anthony Gerster) (Kassa, 1825. június 7. – San José, Kalifornia, 1897. június 2.) magyar mérnök, honvédőrnagy; mérnökkari tiszt az amerikai polgárháborúban az északiak oldalán.

## Életútja
Családjában több híresség is van, unokaöccse Gerster Árpád híres New York-i sebész, unokahúga Gerster Etelka operaénekes.
Gerster Antal gimnáziumi tanulmányait Kassán, a műegyetemet Budán végezte. Végigharcolta az 1848-49-es magyar szabadságharcot utásztisztként, majd honvédőrnagyi beosztásban, a világosi fegyverletétel után menekülnie kellett. 1852 első felében érkezett meg Amerikába, 1852 májusában már aláírta azt New Yorkban megjelent nyilatkozatot, amely elítélte Szedlák Mátyás Kossuth Lajost támadó cikkét.
Mérnöki képzettségével mindig könnyen el tudott helyezkedni a polgári életben, például részt vett a brooklyni függőhíd építésében. Az amerikai polgárháborúban John C. Frémont tábornok hadosztályában volt mérnökkari tiszt, Asbóth Sándor, később William Rosecrans és Ulysses S. Grant tábornokok vezetése alatt harcolt utászőrnagyi, majd tüzérezredesi beosztásban. Részletesebben Vida István Kornél jelzi Gerster polgárháborús pályafutásának szakmai állomásait, 1861 augusztusában a St. Louisban (Missouri) szervezett önkéntes alakulat parancsnoka lett, melyet népiesen Gerster Pionírjai Független Századának neveztek. Az 5. missouri nemzetőr ezredben az utászok századosaként erődítmények, hidak építéséért, javításáért vagy éppen lerombolásáért felelt, tekintetbe véve a nagy és változatos földrajzi terepet nem szokványos feladatokat hajtott végre. 1864 áprilisban az Arkansas-i Fort Smith körüli erődöket felügyelte, 1864-ben pedig Missouri államban a Fort Davidson építését. Gerster szolgálati ideje 1864 szeptember 9-én járt le, ekkor végleg leszerelt.
A polgárháború befejezése után sokáig New Yorkban élt, majd Kaliforniában telepedett le, s ott is halt meg 1897-ben.